# Macaranga rufibarbis
Macaranga rufibarbis là một loài thực vật có hoa trong họ Đại kích. Loài này được Warb. mô tả khoa học đầu tiên năm 1893.